# Isidoro Beatonstadion
Het Isidoro Beatonstadion is een multifunctioneel stadion in Belmopan, een stad in Belize.
Het stadion wordt vooral gebruikt voor voetbalwedstrijden, de voetbalclubs Belmopan Blaze en Belmopan Bandits maken gebruik van dit stadion. In het stadion is plaats voor 2.590 toeschouwers. Het stadion werd in 2016 gerenoveerd, sinds die renovatie kunnen er ook internationale voetbalwedstrijden gespeeld worden.